# جیدن جیمز
میشل لی مایو (به انگلیسی: Michele Lee Mayo) (زاده ۱۳ فوریه، ۱۹۸۶) که با نام مستعار جیدن جیمز شناخته می‌شود، یکی از موفق ترین، شناخته شده ترین و محبوب ترین هنرپیشه های فیلم‌های پورن اهل آمریکا است. او همچنین به عنوان استریپر و مدل نیز فعالیت می کند. او از زمان شروع حرفهٔ بازیگری خود از ۲۰ نوامبر سال ۲۰۰۶ در فیلم‌های بزرگسالان، در بیش از ۴۰۰ فیلم ایفای نقش کرده‌است. او گرایش جنسی دوجنس‌گرایی دارد.

## زندگی
جیدن جیمز با نامِ اصلیِ میشل لی ۱۳ فوریه ۱۹۸۶ در آپ لند کالیفرنیا به دنیا آمد. او فرزند بزرگ خانواده و دارای یک خواهر و برادر کوچکتر از خود است. جیدن از ۲۰ نوامبر ۲۰۰۶ در حالی که به‌طور تمام وقت در رشته حسابداری و بازرگانی به تحصیل در دانشگاه مشغول بود، به عنوان یک استریپر وارد صنعت پورن گردید. او بسیار به حرفهٔ خود و ستاره پورن بودن علاقه دارد. او در سال ۲۰۰۹ برنده جایزه نایت‌مووز به عنوان بهترین ستاره تازه‌کار و در سال ۲۰۱۰ برنده جایزه اِی‌وی‌اِن برای بهترین صحنه سکس گروهی گردید.
او اولین حضور خود را به عنوان یک بازیگر پورن در سال 2006، در سن 20 سالگی، انجام داد. در سال اول حضورش، او در فیلم Fresh Out the Box 6 شرکت کرد، که در آن اولین صحنه سکس نژادی خود را داشت.
به عنوان یک بازیگر، او برای شرکت های تولیدی مانند Diabolic، Bang Bros، Pure Play Media، Wicked، Brazzers، Digital Playground، 3rd Degree، Sin City، Reality Kings، Naughty America، Penthouse، Girlfriends Films، Adam & Eve و Evil Angel کار کرده است.
در سال 2010، او فیلم Big Wet Asses را فیلمبرداری کرد. این اولین صحنه سکس مقعدی برای جیمز و هم بازی او کتی سنت آیوز بود. در همان سال، او جایزه AVN برای بهترین صحنه سکس گروهی را برای فیلم 2040 (1998) به همراه جسیکا دریک، کرستن پرایس، آلکترا بلو، میکایلا مندز، کایلانی لی، توری لین، کایلا کاررا، رندی اسپیرز، برد آرمسترانگ، روکو رید، مارکوس لندن و میک بلو برنده شد.
در سال 2011، او فیلم Gangbanged 2 را فیلمبرداری کرد، یک فیلم که نخستین نفوذ دوگانه و نفوذ واژینال دوگانه، نخستین گنگ بنگ جیمز را به نمایش گذاشت.
بین سال های 2010 و 2012، او علاوه بر جایزه برای فیلم 2040، مجموعاً ده نامزدی دریافت کرد. از بین آنها، در سال 2010، نامزدی برای بهترین صحنه سکس لزبین برای فیلم Sweet Cheeks؛ در سال 2011 برای بهترین عملکرد در فیلم Jayden Jaymes Unleashed؛ و در سال 2012 برای بهترین صحنه سکس گروهی لزبین برای فیلم Prison Girls  و بهترین صحنه سکس MHM برای فیلم Party Girls.
جیمز یکی از هفت بازیگر پورنوگرافی (به همراه جولیا آن، آوا آدامز، الکسیس تگزاس، کریستینا رز، راشل استار و جینا لین) بود که در ترانه Anthem از برایان مک نایت در سایت YouPorn.com ذکر شد.
او بیش از 830 فیلم را به عنوان بازیگر ضبط کرده است.

## بیرون از صنعت پورن
او در یک قسمت از سریال True Life شبکه MTV ظاهر شد و همچنین در فیلم های اصلی به صورت حضوری کوچک ظاهر شده است.

## جوایز
- ۲۰۰۹ جایزه اِی‌وی‌اِن - نامزد - بهترین ستاره تازه‌کار[۳]
- ۲۰۰۹ جایزه نایت‌مووز - برنده - بهترین ستاره تازه‌کار - انتخاب طرفداران
- ۲۰۱۰ جایزه اِی‌وی‌اِن - نامزد - بهترین وبگاه جدید - www.JaydenJaymesXXX.com
- ۲۰۱۰ جایزه اِی‌وی‌اِن - برنده - بهترین سکس گروهی - ۲۰۴۰[۴]
- ۲۰۱۰ جایزه اِی‌وی‌اِن - نامزد - بهترین اجرای طنازی - دختران منحرف ۴
- ۲۰۱۰ جایزه اِی‌وی‌اِن - نامزد - بهترین سه دختر - دختران شیرین ۱۱
- ۲۰۱۱ جایزه اِی‌وی‌اِن - نامزد - بهترین اجرای طنازی - جیدن جیمز رها شده
- ۲۰۱۱ جایزه اِی‌وی‌اِن - نامزد - بهترین سکس همگانی - جیدن جیمز رها شده
- ۲۰۱۱ جایزه اِی‌وی‌اِن - نامزد - بهترین وبگاه - زندگی واقعی پوبا: جیدن جیمز